# Constitució soviètica de 1918
La Constitució soviética de 1918 fou la primera llei fonamental que tingué la República Socialista Federativa Soviètica de Rússia, que va descriure i ratificar el tipus de règim que s'instaurà al país després de la Revolució Russa d'Octubre (novembre del 1917). Es procedí a la seva redacció poc després de la dissolució de l'Assemblea Constituent russa, primer parlament de Rússia triat de forma democràtica, sancionant així el fet que els soviets d'obrers, soldats i camperols dirigits pels bolxevics controlaven el poder.
La constitució s'iniciava amb un preàmbul aprovat anteriorment per l'Assemblea Constituent en l'escàs període en què legislà, la Declaració del poble treballador i explotat. Va reconèixer als treballadors com els legítims governants de la nova Rússia, d'acord amb el principi marxista de la dictadura del proletariat. Els camperols també tenien reconeguda la capacitat de governar el país, formant d'aquesta manera una aliança d'igual a igual amb el proletariat. Seguint els mateixos principis denegava el dret a sufragi als membres de la burgesia, i també a altres classes socials com els nobles, terratinents i els que donaven suport a l'Exèrcit Blanc, així com l'accés a càrrecs importants dins l'estructura política de la república soviètica.
El poder màxim residia en el Congrés dels Soviets totes les Rússies, triat pels obrers i camperols de manera indirecta, ja que es trobava constituït pels representants dels soviets locals. el Comité Executiu Central era un órgan de govern triat pel Congrés que s'encarregava de la tasca legislativa mentre aquell no estigués en període de sessions, a més de representar la presidència col·lectiva de l'estat soviètic. El Congrés també triava el Sovnarkom (Consell de Comissaris del Poble), l'òrgan executiu del país, equivalent al consell de ministres, encara que la seva creació prové ja de la revolució.
Va estar en vigor entre 1918 i 1925, any en què es modificà el text, ja amb la Rússia Soviètica integrada a la Unió Soviètica.